# Krishna Mathoera
Krishnakoemarie (Krishna) Mathoera (Wanica, 23 mei 1963) is een Surinaams politica. Van 2015 tot 2020 en sinds 2025 is zij lid van de De Nationale Assemblée voor de Vooruitstrevende Hervormings Partij (VHP). Tijdens de verkiezingen van 2020 was zij lijsttrekker voor de VHP in Paramaribo en werd zij herkozen met meer kiezers achter zich dan president Desi Bouterse. Ze was van 2020 tot 2025 minister van Defensie in het kabinet-Santokhi. In 2023 nam zij tevens ad interim de post van Marie Levens over als minister van Onderwijs, Wetenschap en Cultuur.

## Biografie
Mathoera volgde van 1981 tot 1985 de Opleiding tot Hogere Ambtenaren van Politie. Tegelijkertijd was ze rekruut bij Korps Politie Suriname. Tijdens haar loopbaan volgde ze meerdere trainingen en van 2009 tot 2011 een master-opleiding in bestuurskunde aan Lim A Po Institute for Social Studies dat hierin een samenwerkingsverband had met de Erasmus Universiteit.
Vanaf 1985 klom ze op bij het KPS. Vanaf 1994 was ze hoofd personeelszaken, vanaf 2002 van de Algemene Dienst en vanaf 2005 van de Justitiële Dienst. Van 2011 tot 2014 was ze Stads Politie Commandant en vervolgens Directeur Beleids- en beheersondersteuning. In deze functie gaf ze leiding aan meer dan achthonderd mensen. Daarnaast was ze vanaf 2011 de vertegenwoordiger van Suriname bij de Inter-American Drug Abuse Control Commission (CICAD), de drugsorganisatie van de Organisatie van Amerikaanse Staten.
Ze nam veel onrecht waar in de top van de samenleving en toenemende verpaupering en verloedering. Dit was naar haar mening alleen om te keren vanuit de politiek en ze zegde daarom haar baan bij de politie op. Ze stelde zich voor de VHP kandidaat tijdens de parlementsverkiezingen van 2015. Ze werd gekozen en heeft sindsdien zitting in De Nationale Assemblée. Zij en mede-parlementslid Dew Sharman bleven weg bij de verkiezing van Desi Bouterse als president. Hiermee wilden zij een signaal afgeven dat "Bouterse als kandidaat niet volledig wordt gedragen door de samenleving." Naast haar professionele carrière heeft ze de leiding over de Surinaamse afdeling van de spirituele organisatie Art of Living die ooit in India werd opgericht door spiritueel leider Ravi Shankar.
Bij aanvang van de parlementaire periode stelde ze zich verkiesbaar voor het voorzitterschap van de Assemblée. Ze verkreeg 18 stemmen en legde het af tegen Jennifer Geerlings-Simons die 33 stemmen behaalde. De Parbode plaatste Mathoera in de jaarlijkse top 5 van winnaars van 2017.
Op 16 oktober 2019 was ze een van de vier VHP-leden die aangifte deden bij het openbaar ministerie tegen de minister van Financiën, Gillmore Hoefdraad. Zij beschuldigen hem van het overtreden van het wettelijk vastgelegde schuldplafond. De NDP reageerde twee weken later met een initiatiefwet die de strafbepaling hiertegen uit de wet schrapte.
Tijdens de verkiezingen van 2020 was zij lijsttrekker voor de VHP in Paramaribo. Ze kreeg 20.379 kiezers achter zich, wat een derde meer was dan de 15.545 stemmen die haar belangrijkste tegenkandidaat behaalde, zittend president Bouterse. Ze werd op 16 juli 2020 beëdigd tot minister van Defensie in het kabinet-Santokhi. Vanaf maart 2023 nam ze tevens ad interim de post op Onderwijs, Wetenschap en Cultuur over van Marie Levens. Ze bleef aan tot het aantreden van het kabinet-Simons in 2025.
Tijdens de verkiezingen van 2025 stond zij op nummer 3 van de lijst van de VHP en werd ze opnieuw gekozen tot lid van DNA.